# Namenlos
Namenlos è un film muto del 1923 diretto da Michael Kertész. Quest'ultimo, un cineasta ungherese che sarebbe emigrato in seguito negli Stati Uniti, avrebbe poi adottato il nome di Michael Curtiz, con il quale sarebbe diventato uno dei più popolari registi di Hollywood.

## Produzione
Il film fu prodotto dalla Sascha Film-Industrie AG (Wien).

## Distribuzione
Distribuito dall'Universum Film (UFA), il film fu presentato in prima a Vienna il 28 dicembre 1923. Il visto di censura porta la data del 1º dicembre 1923.